# 倒數計死
是一部于2019年上映的美國超自然恐怖電影，由賈斯汀·戴克執導及撰寫劇本。電影主要演員有伊莉莎白·萊爾、喬丹·考維、泰莉莎·貝特曼、泰希娜·阿諾德、P·J·拜恩、彼得·費辛利、安妮·文特斯和湯姆·施古拉。電影主要講述一群人尝试在一个告知他们死期的應用程序的诅咒下存活的故事。此電影由STX Entertainment於2019年10月25日在美國發行。电影受到了来自評論家的負面評價。电影共获得4800萬美元的票房。电影預算650萬美元。

## 外部連結
- 互联网电影数据库（IMDb）上《倒數計死》的资料（英文）